# Claude-Nicolas Ledoux

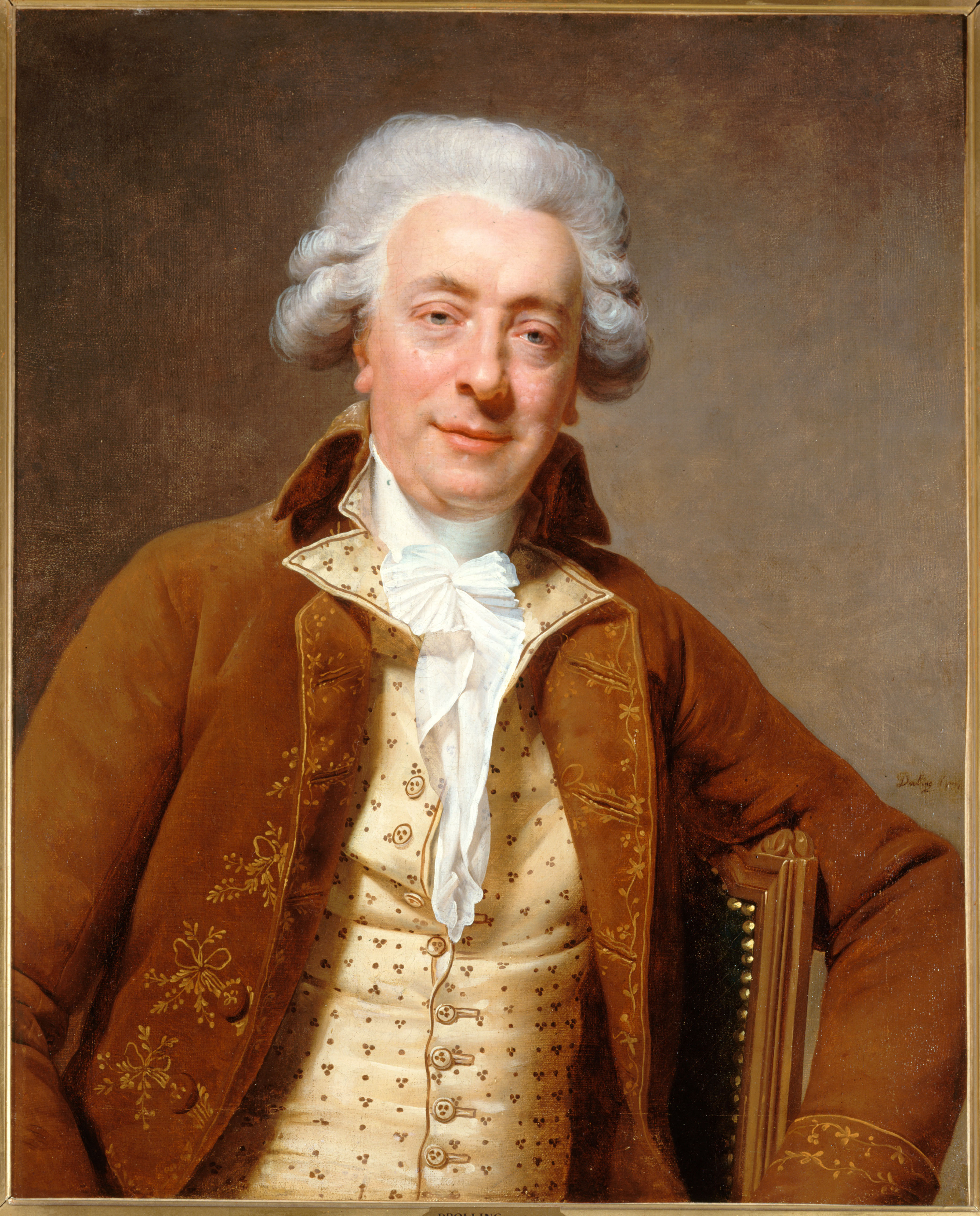
Claude-Nicolas Ledoux, Porträt von Martin Drolling, 1790

Claude-Nicolas Ledoux (* 21. März 1736 in Dormans, heutiges Département Marne; † 18. November 1806 in Paris) war ein klassizistischer französischer Architekt, der zahlreiche öffentliche und private Bauvorhaben ausführte. Er entwarf aber auch völlig utopische Bauten und gilt gemeinsam mit Étienne-Louis Boullée als Hauptvertreter der französischen Revolutionsarchitektur.

## Leben
Claude-Nicolas Ledoux wurde am 21. März 1736 in Dormans an der Marne, 100 Kilometer östlich von Paris geboren. Seine Eltern, Claude Ledoux und Françoise Dominot, führten ein kleinbürgerliches und bescheidenes Leben, doch blieben ihm das „bodenständige, rechtschaffene“ Landleben in der dörflichen Gemeinschaft stets in guter Erinnerung, wie sein späteres Werk zeigte. Die Reform der Landwirtschaft und die Entwicklung der Provinzen wurden für ihn ein wichtiges Thema.
Am 26. Juli 1764 heiratete Ledoux in der Église Saint-Eustache von Paris Marie Bureau († 30. August 1792), die Tochter des Musikers Joseph-Grégoire Bureau. Mit ihr zusammen hatte er zwei Töchter – Adelaïde-Constance (1771–1794) und Alexandrine-Euphrasie (* 1775).

## Ausbildung
Durch die in der örtlichen Pfarrschule früh auffallende Begabung erhielt Ledoux ein Stipendium des örtlichen Bistums für ein Studium am Collège de Beauvais in Paris, das er 1749 begann. Sein Lehrer Rollin lehrte nach der didaktischen Methode der morceaux choisis, d. h. die Schüler lernten den üblichen Bildungskanon der Klassik und der Gegenwart durch ausgewählte Zitate der anerkannten Autoritäten kennen. So reichten Ledoux’ Kenntnisse der Geometrie, der Poetik, der Philosophie und der Rhetorik von der Klassik bis zu den zeitgenössischen Werken. Er wurde geprägt durch die Aufklärung, den Rationalismus und die Freimaurerei mit ihren Idealen der Gemeinschaft und vom Bildungskanon Diderots Enzyklopädie.
1753 begann Ledoux eine Lehre als Graveur und nach deren Abschluss 1758 folgte ein Architekturstudium an der von Jacques-François Blondel gegründeten, privaten Architektur- und  Kunstschule „École des Arts“ in Paris. Dieses Studium vermittelte ihm das Wissen der Antike mit den Schwerpunkten Ordnung und Proportion, die Entwürfe der Renaissance – vermutlich über den „englischen Umweg“ – und die damals aktuellen Themen der Architekturdebatte, d. h. Logik, Methode, Strenge und Charakter – im Sinne eines unverwechselbaren Einklangs von Form und Funktion – im Gegensatz zum noch dominierenden Stil des Rokoko. Zahlreiche Theoretiker forderten, dass Funktion und Eigenschaften eines Baues schon am Äußeren zu erkennen sein sollten, gleichzeitig stellte sich dabei die Frage nach der Fassade, nach Ehrlichkeit oder Maskerade.

## Bauten und Projekte

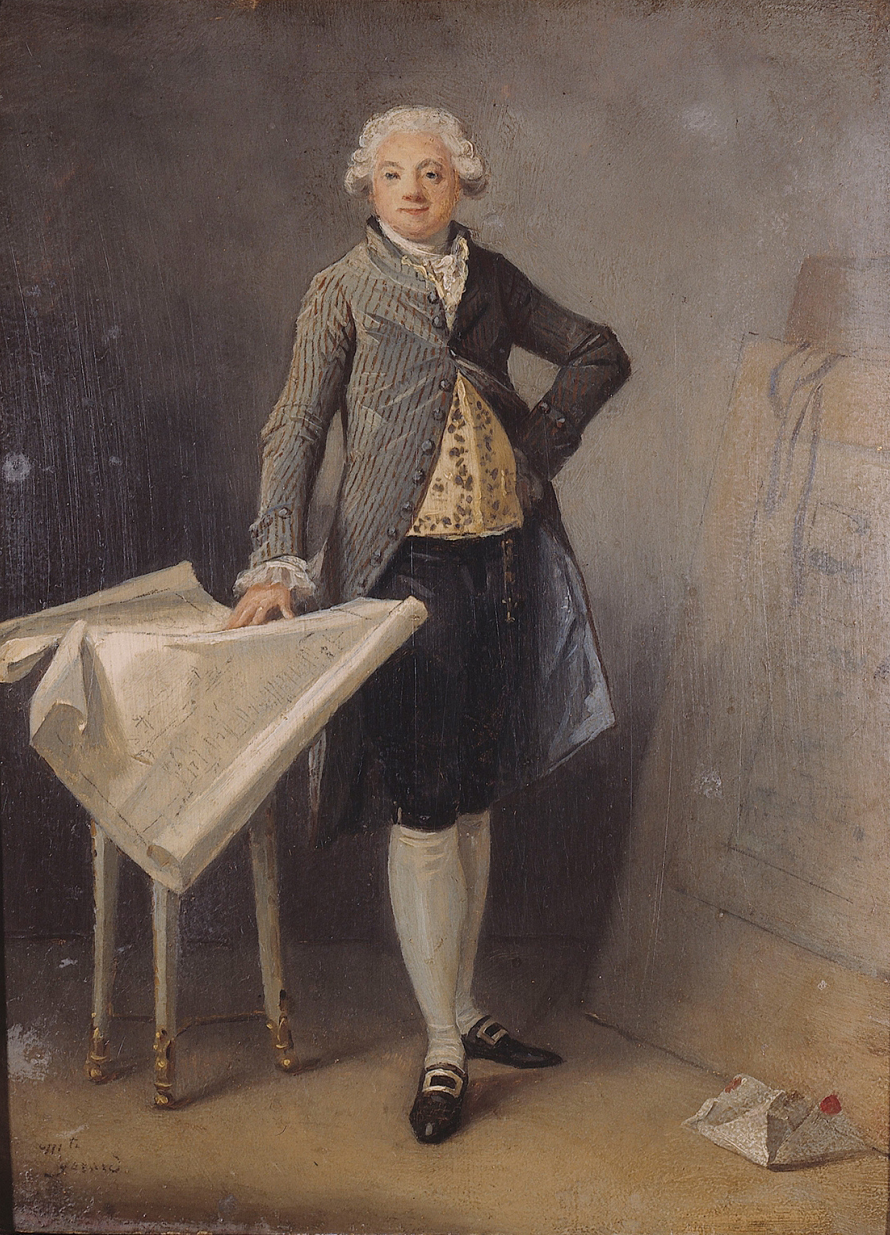
Claude-Nicolas Ledoux auf einem Porträt von Marguerite Gérard, 1788/89

Ledoux’ erster wichtiger Auftrag als Architekt war 1762 die Gestaltung des Café Godeau („Café Militaire“), Treffpunkt der Pariser Oberschicht. In den folgenden Jahren baute er für diesen Kreis zahlreiche Palais, Villen und Landschlösser, so den Pavillon der Madame Dubarry, die seine wichtigste Förderin wurde, in Louveciennes (nahe Paris) und die Gartenfassade des Hôtel von Franz-Joseph Hallwyl, einem Oberst der Schweizergarde. Er errichtete für den Kardinal de Luynes das Schloss von Brienon-l’Archevêque. Mit diesen Arbeiten erregte Ledoux am Hof Aufmerksamkeit, und so wurden ihm im ersten Jahrzehnt seiner Berufslaufbahn öffentliche Ämter anvertraut. Er arbeitete für die Straßen- und Brücken- und die Forstbehörden, baute Landkirchen und wurde 1771 Bevollmächtigter für die Salzbergwerke in der Franche-Comté und Lothringen.
In dieser Funktion unternahm er 1771 eine Inspektionsreise, bei der er die Unwirtschaftlichkeit der Salinen, insbesondere im heutigen Salins-les-Bains (im französischen Jura) erkannte. Ledoux schlug den Bau einer neuen Saline in 17 Kilometer Entfernung, am Rand des Waldes von Chaux vor. Das Salzwasser sollte durch Leitungen dorthin geleitet werden, denn „es ist einfacher, das Wasser auf Reisen zu schicken, als einen Wald Stück um Stück durch die Gegend zu fahren“.
König Ludwig XV. gab als Besitzer sämtlicher Salinen das Projekt im April 1773 in Auftrag. Ein Jahr später legte Ledoux seinen ersten Entwurf vor, 1774 den zweiten. Am 15. April 1775 erfolgte die Grundsteinlegung. Die Arbeiten sollten drei Jahre dauern. Les Salines Royales, die Königlichen Salinen im heutigen Arc-et-Senans, wurden Ledoux’ Hauptwerk. In seinem Architekturtraktat von 1804 stellt Ledoux die Bauten der Saline in Arc-et-Senans als Teil einer großen, nur teilweise realisierten Stadt- und Sozialplanung dar, die auf die Gebäude für die Salzproduktion reduziert worden sei. Höchstwahrscheinlich waren aber am Standort der Salinen nie weitere Bauten geplant; erst im Nachhinein hat Ledoux seine Stadtutopie entworfen.

### In hessischen Diensten

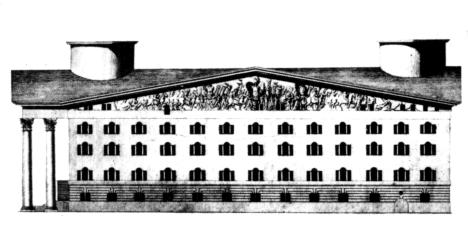
Entwurf zur Neugestaltung der Fassade des Kasseler Residenzschlosses

Von November 1775 bis Februar 1776 hielt sich Claude-Nicolas Ledoux als Gast von Landgraf Friedrich II. in Kassel auf. Aus dieser Zeit sind drei Entwürfe für nicht ausgeführte Baumaßnahmen bekannt. Der zu diesem Zeitpunkt in Entstehung befindliche Friedrichsplatz sollte nach Ledoux’ Plänen in seinen Proportionen stark beeinflusst werden. Zum einen sollte das Museum Fridericianum durch eine stark erhöhte Dachlandschaft an Monumentalität gewinnen, zum anderen das südliche Platzende durch ein etwa 25 Meter hohen Triumphbogen mit angrenzenden Kolonnaden betont werden. Genauso wenig wurde die umfassende Neugestaltung der Fassade des alten Stadtschlosses ausgeführt. Der Kasseler Hofarchitekt Simon Louis du Ry berichtete an seine Schwester am 25. Februar 1776, dass Ledoux „in der schlechtesten Laune“ aus Kassel abgereist sei, nachdem dieser unzufrieden mit der seiner Meinung nach zu geringen Entlohnung war. Erhalten ist jedoch eine im Frühjahr 1776 von Ledoux in Paris ausgeführte Korrektur zum Erdgeschoss des Museum Fridericianum. Dementsprechend wird Ledoux bis zum Tode des Landgrafen im Jahr 1785 in Hessen-Kassel der Titel des „Controlleur Général et Ordonnateur des Bâtimens“ zugestanden, den Friedrich II. ihm im Dezember 1775 verliehen hatte, was ihn nominell zum Leiter des hessen-kasselischen Bauwesen machte. Du Ry macht aus seiner Ablehnung gegenüber Ledoux in dem Brief an seine Schwester keinen Hehl, doch in der Arbeit seines Nachfolgers Heinrich Christoph Jussow lassen sich Einflüsse von Claude-Nicolas Ledoux erkennen. Jahrzehnte später entsteht mit Jussows Auetor ein Triumphbogen als Abschluss des Friedrichsplatzes und die Wiederaufbaupläne des abgängigen Landgrafenschlosses als sogenannte Chattenburg um 1820 zitieren verhalten die Einflüsse Ledoux’.

### Rückkehr nach Frankreich
Er baute das Theater in Besançon und errichtete 1778 in Paris das Hôtel de Thellusson. Das letzte große Projekt von Ledoux war der Entwurf der Zollgebäude als Teil der 1785 errichteten Mauer der Generalpächter (Ferme générale, Mur des Fermiers généraux). Diese vorletzte der Pariser Stadtmauern diente der Erhebung von Akzisen also Verbrauchssteuern oder Binnenzöllen. Auf einer Länge von 24 Kilometern sollte die Mauer die Hinterziehung des Wegezolls unterbinden, der bei der Einfuhr von Waren in die Stadt erhoben wurde. Doch nach zwei Jahren wurde Ledoux von der Aufgabe wegen zu hoher Kosten entbunden. Die meisten pavillons d’octroi genannten Wachhäuser fielen bald darauf dem Feuer der Revolution zum Opfer. Bis heute erhalten blieben die Rotonde de la Villette im 19. Arrondissement, die Rotonde de Monceau im Parc Monceau, die Barrière du Trône (Place de la Nation) sowie die Barrière d'Enfer (Place Denfert-Rochereau).
Ledoux’ Werk war zu seinen Lebzeiten umstritten. Er mischte in seinen Bauten Zitate von der klassischen Antike (Vitruv) bis zur Renaissance (Palladio) mit seinen eigenen teils utopischen Ideen (geometrische Objekte als Bauformen). Er verstieß gegen das damalige Postulat des eindeutigen Charakters von Form und Funktion, z. B. haben die Industriebauten in der Saline Royale aufwändige Dekorationen mit Säulen und Torbögen, Wohnungen der Salinenarbeiter weisen als einzige Lichtöffnung eine an mythologische Brunnenfiguren erinnernde stilisierte Urne auf, aus der Salzlake zu fließen scheint. Bei vielen seiner Bauten und Entwürfe ist ihre Bestimmung nur im Inneren erkennbar. Er plante und baute zu aufwendig und zu teuer, insbesondere die Zweckbauten (wie die Pariser Zollgebäude, aber auch viele Entwürfe wie Häuser von Schleusenwärtern, Flurwächtern, Gärtnern und anderen Handwerkern). Andererseits gelang ihm mit den Salines Royales ein sehr harmonisches Bau-Ensemble, das durch seine Symmetrie, Ordnung und Gestaltung im Detail, wie z. B. das Spiel von Licht und Schatten in den Fassaden, ästhetisch überzeugt. Im Theaterbau setzte er Maßstäbe, z. B. mit der Einführung eines Orchestergrabens und ansteigender Zuschauerreihen mit Sitzplätzen für alle Bevölkerungsschichten. Ledoux hatte ein gutes Gespür für spielerisch oder dramatisch überraschende Wirkungen von Treppen, Rampen, Toren und sonstigen Zugängen in Gebäude, die in mehrfacher Kombination und über mehrere Ebenen verteilt dem Besucher immer neue Perspektiven bieten. Dies wird vor allem deutlich in den ca. 60 Architekturmodellen im Ledoux-Museum in der Saline Royale, die für die Ausstellungsräume gemäß seinen Entwürfen angefertigt wurden. Beachtenswert sind dort auch das Modell einer Brücke über die Loue, deren Pfeiler in steinernen Barken stehen, die gegen die Strömung im Fluss zu schwimmen scheinen, und das Modell eines Zollschiffs in Form einer neoklassizistischen Gondel, die einen palladinischen Tempel trägt.

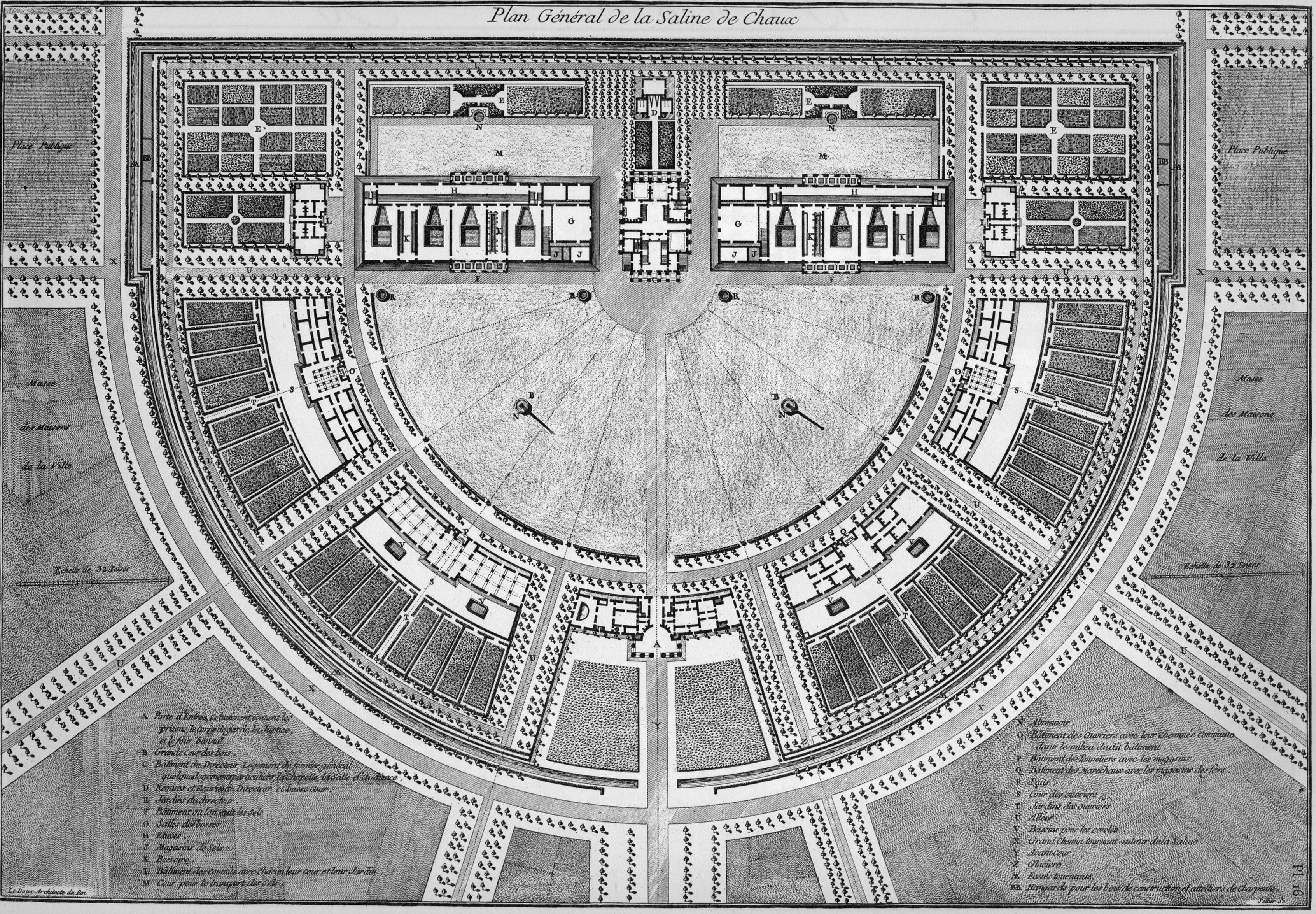
Plan der Saline Royale d’Arc-et-Senans, 1775–1778
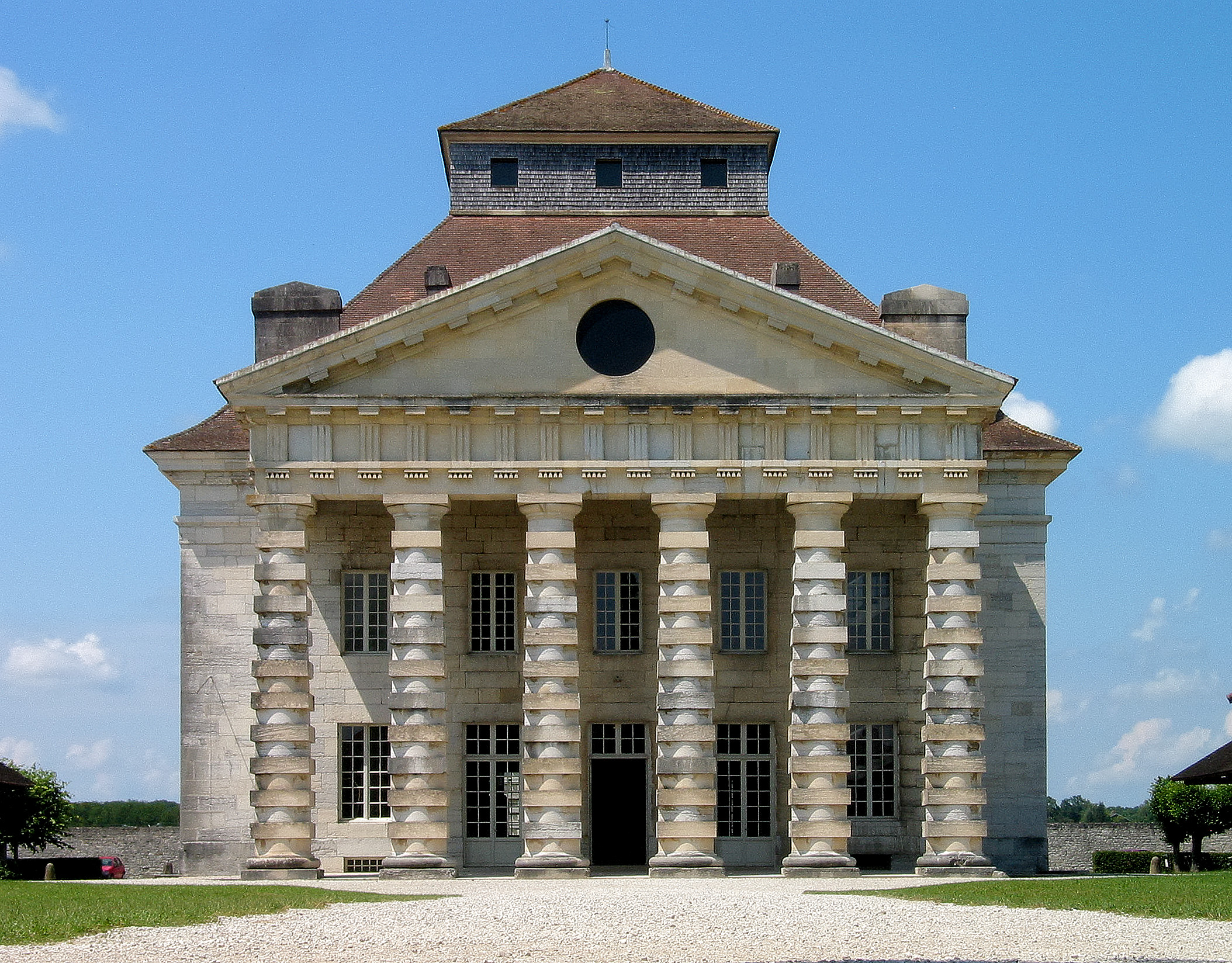
Haus des Direktors in der Königlichen Saline in Arc-et-Senans, 1775–1778
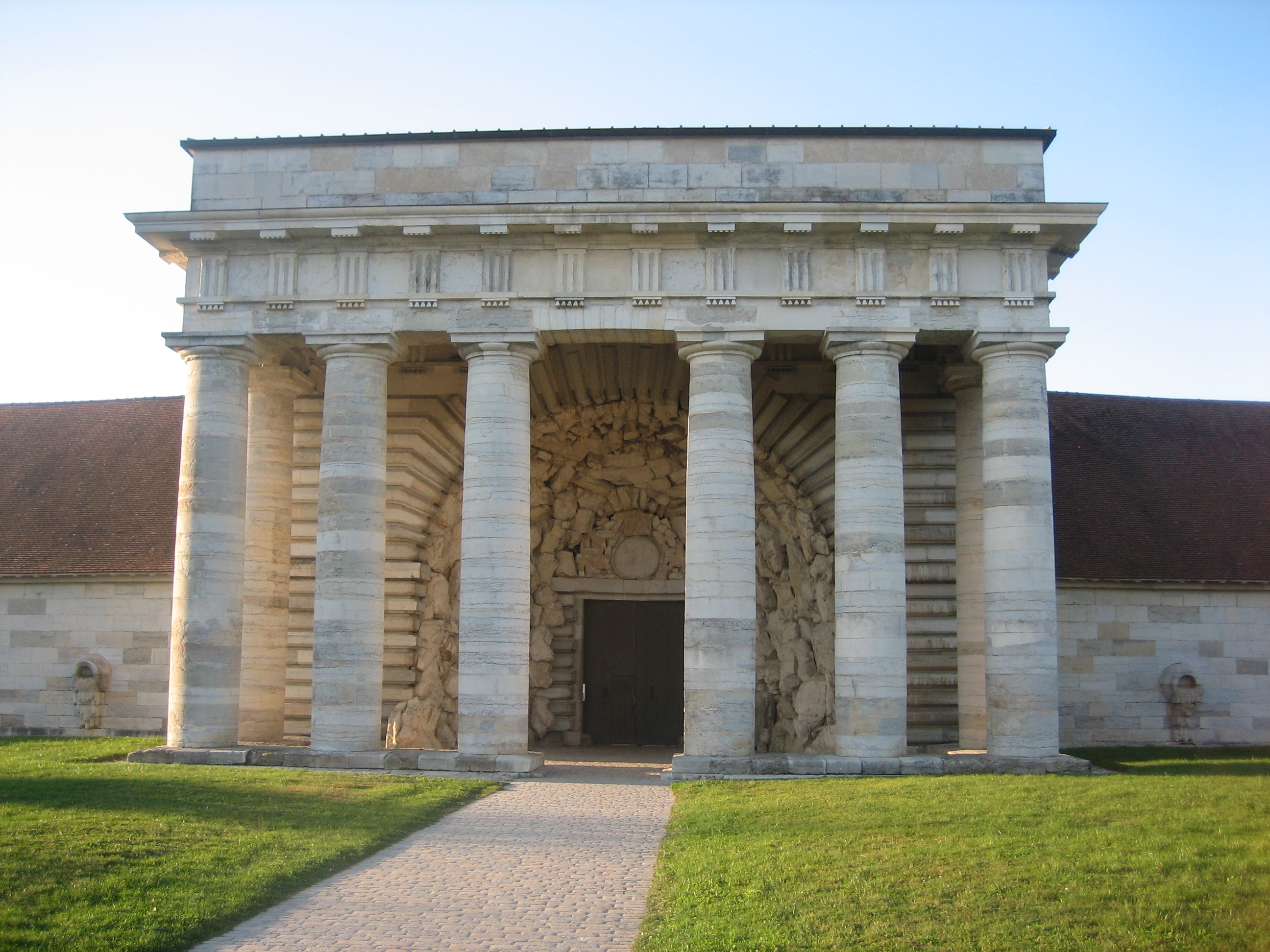
Eingangsportikus mit Grotte in der Königlichen Saline in Arc-et-Senans, 1775–1778
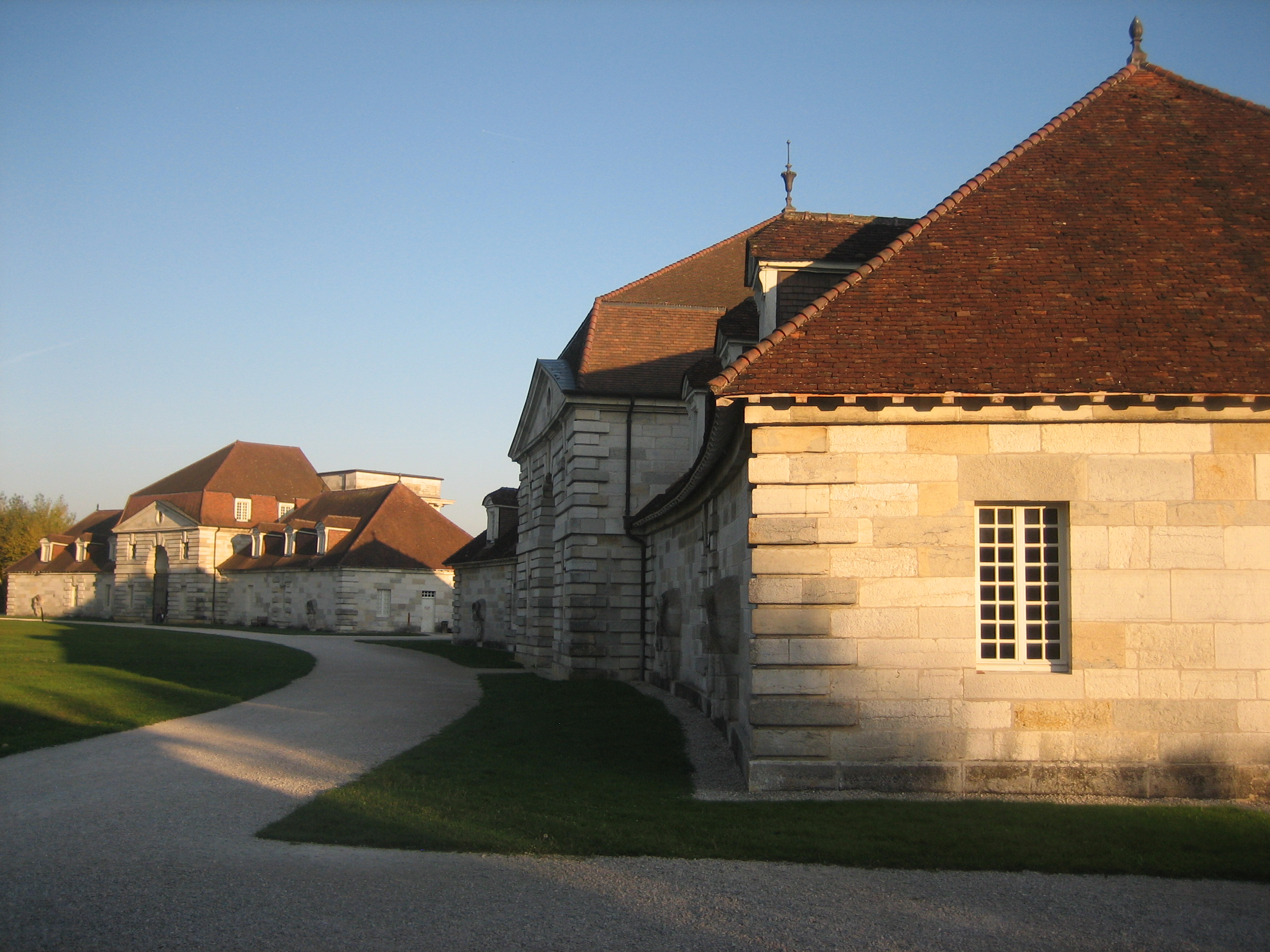
Wohngebäude der Arbeiter und Rückseite des Eingangsbauwerks Königlichen Saline in Arc-et-Senans, 1775–1778
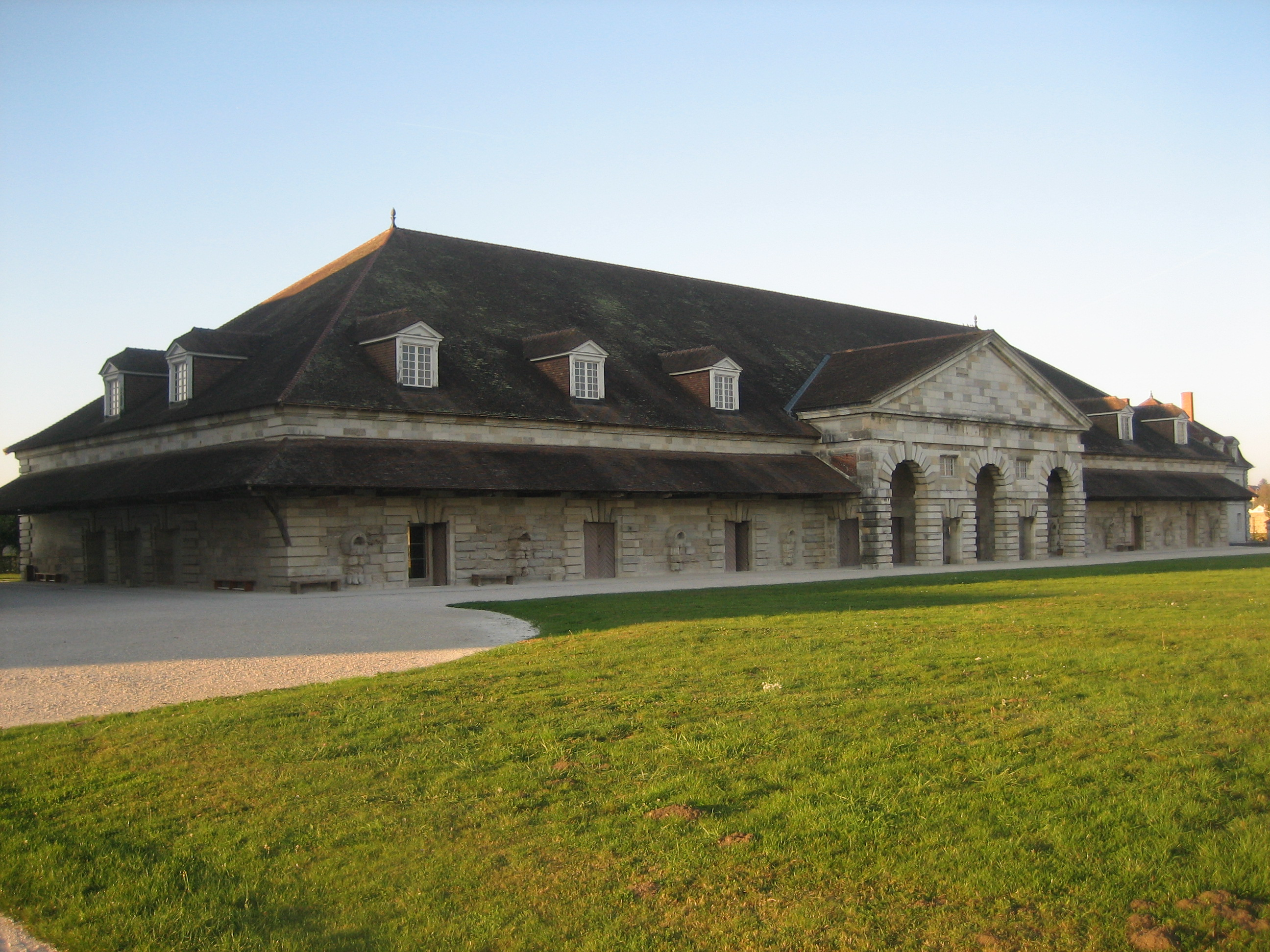
Östliche Salzwerkstatt in der Königlichen Saline in Arc-et-Senans, 1775–1778
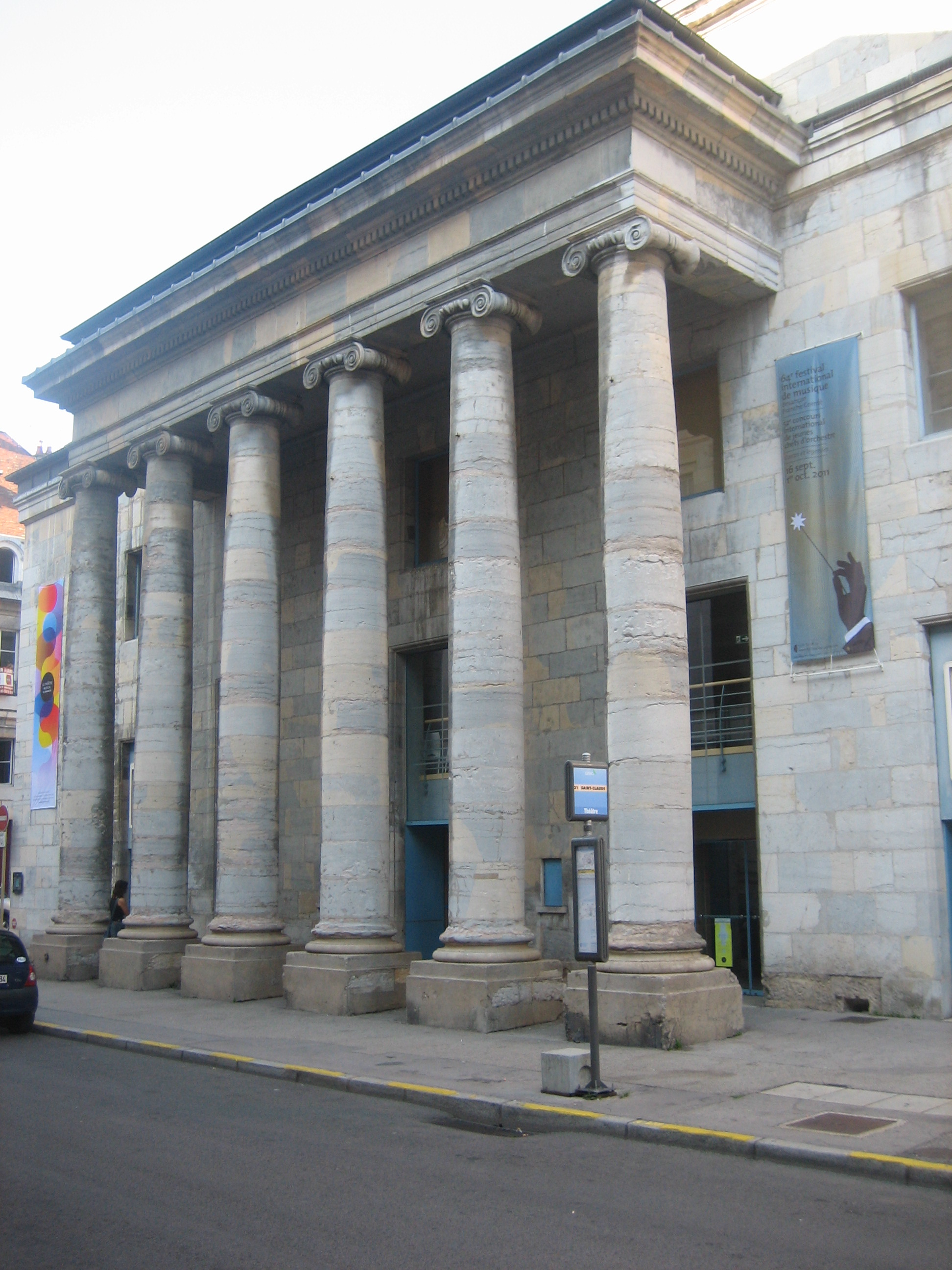
Theater in Besançon, 1779
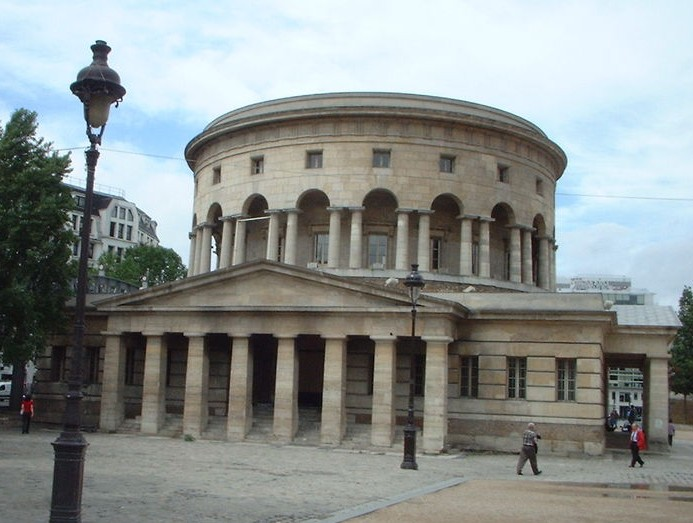
Rotonde de la Villette, ein ehemaliges Zoll-Wachhaus in Paris, 1785
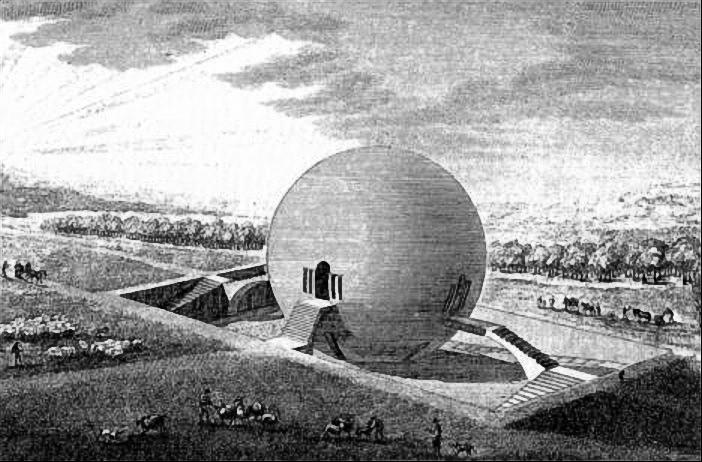
Utopisches Haus des Gärtners in einer Idealstadt
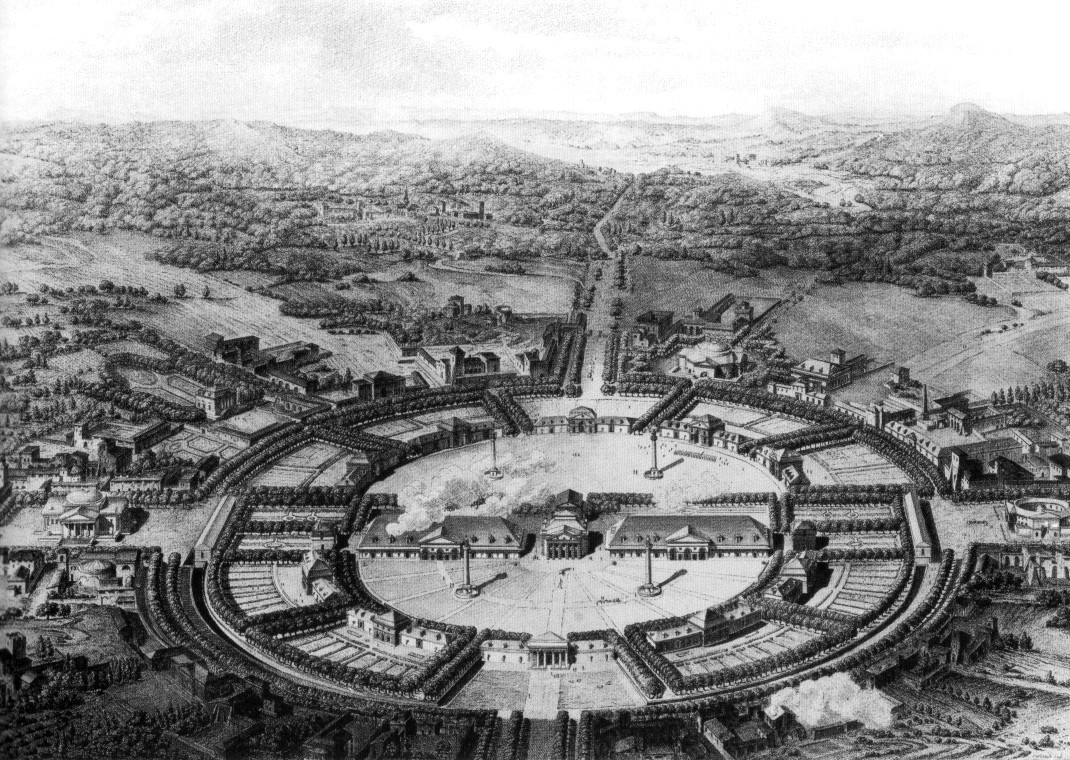
Entwurf der utopischen Salinenstadt Chaux / Arc-et-Senans
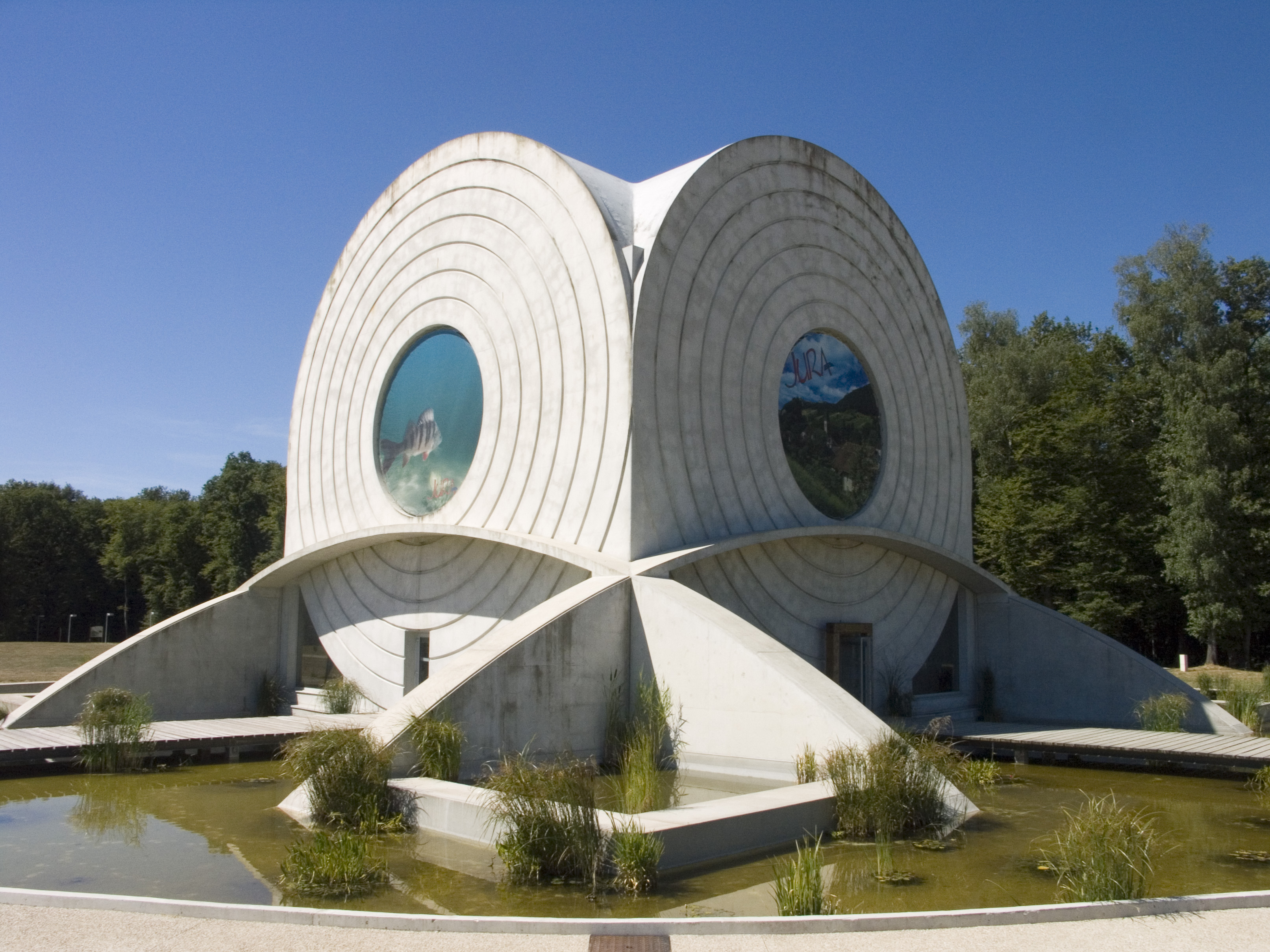
Pavillon des Cercles

## Utopische Projekte
Ledoux machte detaillierte Pläne für zwei utopische Projekte: die Stadt Chaux als Erweiterung der Saline Arc-et-Senans und das Hofgut zum Château de Mauperthuis (Département Seine-et-Marne).  Beide folgten der im Klassizismus beliebten streng geometrischen Anlage und stechen durch seltsame, außergewöhnliche Architektur-Komponenten heraus. Was sie von ähnlichen nicht realisierten Projekte ihrer Zeit unterscheidet, ist der allumfassende Ansatz: Alle Funktionen und Aktivitäten einer Gesellschaft wurden berücksichtigt: Bildung, spirituelles, wirtschaftliches, industrielles und häusliche Leben. In der Stadt Chaux waren vereint Manufakturen zur Salzgewinnung und Verarbeitung, Eisengewinnung und Verarbeitung, ein Markt mit allen Lebensmitteln und Gütern des täglichen Lebens, das Panarétéon (Haus der Tugend), das Oïkèma (Haus des Vergnügens), das Pacifère (Justizgebäude), öffentliche Bäder. Ziel war eine ideale Gesellschaft im Sinne Rousseaus. Das Hofgut Mauperthuis sollte ein einfaches und reines Leben ermöglichen. Die Bewohner, die Arbeiter des Guts, sollten umgeben von Licht, Luft und Wasser leben. Die Häuser (Abbildung: Haus des Gärtners) waren von großen Gärten umgeben, in denen die Bewohner ihre Lebensmittel selbst erzeugten konnten. Dies ist offensichtlich eine Vorwegnahme der Gartenstadt des 19./20. Jahrhunderts.

## Realisierte Bauten
- 1762: Gestaltung des „Café Militaire“ in der rue Saint-Honoré, Paris (zerstört)
- 1763: Château de Mauperthuis, Mauperthuis (zerstört)
- 1765: Hôtel du président Hocquart in der rue de la Chaussée-d’Antin, Paris (zerstört)
- 1766: Hôtel d’Halwyll in der rue Michel-le-Comte, Paris
- 1767: Hôtel d’Uzès in der rue Montmartre, Paris (zerstört)
- 1769: Château de Bénouville in Bénouville (Calvados)
- 1770: Maison de Mlle Saint-Germain in der rue Saint-Lazare, Paris (zerstört)
- 1771: Pavillon d’Attilly in faubourg Poissonnière, Paris (zerstört)
- 1771: Pavillon de musique de Madame du Barry in Louveciennes (in großen Teilen umgebaut)
- 1771: Hôtel de Montmorency im boulevard des Capucines, Paris (zerstört)
- 1778: Saline royale (Königliche Salinen) in Arc-et-Senans (UNESCO-Weltkulturerbe seit 1982)
- 1778: Hôtel Thellusson in der rue de Provence, Paris (zerstört)
- 1779: Theater von Besançon (zerstörter und nicht rekonstruierter Innenraum nach einem Brand im Jahr 1958)
- 1785: Bau der „barrières“ (Zollhäuser) für die Fermiers généraux in Paris (von den ursprünglich rund vierzig realisierten „barrières“ blieben vier erhalten)

## Theoretisches Schaffen
Die Französische Revolution beendete schlagartig das bauliche Schaffen von Claude-Nicolas Ledoux, war er doch Vertreter und Baumeister des Ancien Régime und hatte seine Pläne mit dem Zusatz „Architecte du Roi“ (Architekt des Königs) signiert. Am 29. November 1793 wurde er für gut ein Jahr in Haft genommen (Freilassung am 13. Januar 1795) und entging einer Ermordung durch die Volkstribunale, indem er sein Buch über die Saline von Chaux als Prototyp des demokratischen Zusammenlebens schrieb. Sein Leben wurde nun von Gönnern finanziert, Ledoux widmete sich ganz der theoretischen Arbeit und Aufarbeitung seines Gesamtwerkes.
Bevor er 1806 starb, wurde nur der erste Band seines auf vier Bände angelegten Werkes L’Architecture considerée sous le rapport de l’art, des moeurs et de la législation veröffentlicht. Er enthielt die Beschreibung einer Chaux genannten idealen Stadt. Es ist die Utopie eines zur Untätigkeit verdammten Baumeisters, der sich und sein Werk in der gerade errichteten neuen Staatsordnung zu verteidigen versuchte. Kurz vor seinem Tod verkaufte Ledoux die Unterlagen seines Werks  L’Architecture an seinen Freund, den Architekten Pierre Vignon, der 1847 zwei Bände mit 322 Kupferstichen veröffentlichte.